# 리옹파
리옹파(Lyon派, École de Lyon)는 16세기 프랑스 리옹의 시인 동아리다. 그 주요 구성원으로서는 모리스 세브, 루이즈 라베, 페르네트 드 기예 등이 있다.
리옹은 16세기 당시 지적 수도 중 하나였으며, 리옹파는 살롱에 모여 문학을 이야기했다. 
리옹파는 플라톤주의와 페트라르카주의의 영향을 받았는데, 플라톤에게서는 신비주의적 연애관을, 페트라르카에서는 그 소네트 형식을 통해 프레시오지테스러운 문학관을 물려받았다.